# Zutt
Zutt fou un poble del nord-oest de l'Índia, suposadament els jats, però sens dubte amb aportacions d'altres grups, contingents dels quals foren transferits inicialment a la regió del golf Pèrsic sota els sassànides i reforçats amb nous contingents a l'inici de l'islam, el 711, i sota els abbàssides. El seu nom prové de l'àrab.
Segons al-Baladhuri el primer que va establir a alguns jats al Khuzestan i zones properes, fou Bahram V Gur (420-438). Després de la conquesta musulmana de Pèrsia els àrabs els van anomenar zutts; es van convertir a l'islam i Abu Musa al-Ashari els va instal·lar a Bàssora sent agregats a la tribu Hanzala dels Banu Tamim. Des del regnat de Muàwiya I el califa va començar a traslladar als zutts (i també als sayabija, d'origen malai) cap a la zona d'Antioquia (comarca anomenada Amk) i la plana cilícia a l'entorn d'al-Massisa per poblar la zona fronterera amb els romans d'Orient (a partir de vers 670). Una part important dels zutts que restaven a Bàssora i Khuzestan va donar suport a la revolta d'Ibn al-Àixath (701-704); el governador al-Hajjaj ibn Yússuf va destruir els seus assentaments i en va deportar alguns.
Quan els àrabs van conquerir el Sind, un nombre de sindhis i jats van ser traslladats al baix Iraq, a la regió de la Batiha, però al-Walid I i Yazid I els van enviar igualment amb els seus ramats cap a Antioquia i la plana cilícia. Però encara un bon nombre de zutts restava al baix Iraq. Sota els abbàssides es van produir emigracions des de l'Índia cap al sud de Pèrsia arribant al baix Iraq on van trobar als zutts que eren un element de permanent agitació a la zona; molts d'ells s'havien refugiat als pantans i s'havien organitzat en grups de bandits. El 820 el califa al-Mamun va haver d'enviar a la zona a dos generals però tot i una campanya militar l'activitat armada va continuar i el 834 el califa al-Mutasim va enviar al vell general Udjayf ibn Anbasa que amb operacions amfíbies va aconseguir derrotar els irregulars zutts. Uns 27.000 zutts (dels quals 12.000 combatents) foren deportats a Bagdad (835) i després a Khanakin en ruta cap al Jibal i cap a Ayn Zarba a la frontera amb els romans d'Orient. Les causes de l'agitació dels zutt no són conegudes.
Encara al final del segle X el buwàyhida Abu Nasr Shah Firuz, que disputava al poder al Fars a Baha al-Dawla, disposava entre les seves forces de grups locals daylamites, turcs i zutts. Posteriorment el nom com a grup ètnic desapareix. La seva relació amb els gitanos no està determinada. Al segle X es va produir una emigració d'indis que van avançar cap a Europa; si els zutts s'hi van unir o es van dissoldre entre les poblacions amb les que vivien, es encara una incògnita; Goeje creu que els zutt van desaparèixer integrats en aquesta nova onada migratòria però com que poques paraules de la llengua romaní (pròpia dels gitanos) és d'origen àrab, la teoria queda sense demostrar. Més probable és que els emigrants establerts a l'Iran, grups kurds i els zutts locals o una part, siguin l'origen del poble lur.